# Hermann Dietrich
Hermann Robert Dietrich, nascido em 14 de dezembro de 1879 que veio a óbito em 6 de março de 1954, foi um político alemão do Partido Democrático Alemão liberal e serviu como ministro durante a República de Weimar.
1. ↑  Frölich, Jürgen (2005). «'He served the German people well'. Der politische Weg Hermann Dietrichs vom badischen Nationalliberalen zum baden-württembergischen Freidemokraten». Zeitschrift für die Geschichte des Oberrheins (em alemão). 153: 619–640. ISSN 0044-2607